# محمد إسحاق الفياض
آية الله محمد إسحاق الفياض (وُلد عام 1930 م)، مرجع شيعي. وعالم دين يعتبر من كبار مراجع الشيعة حاليا.

## سيرته
ولد سنة 1930م في قرية صوبة إحدى قرى محافظة غزني في وسط أفغانستان الواقعة جنوب العاصمة كابل، لعائلة من ملة الهزارة، وكان يرسله والده إلى مكتب شيخ القرية يوميًا، ليتعلم مبادئ القراءة والكتابة وتعلم القرآن، وهو في الخامسة من العمر.
هاجر إلى النجف سنة 1369 تقريباً، حضر في بحث الفقه عند السيّد «المرجع» محسن الطباطبائي الحكيم.

## مؤلفاته
ومن مؤلفاته: المباحث الأصولية، ومنهاج الصالحين، وتعاليق مبسوطة على العروة الوثقى، وغيرهم.